# Hypocrea ceramica
Hypocrea ceramica är en svampart som beskrevs av Ellis & Everh. 1892. Hypocrea ceramica ingår i släktet svampdynor och familjen Hypocreaceae.   Inga underarter finns listade i Catalogue of Life.